# FC Barcelona (handboll)
FC Barcelona Handbol är ett handbollslag från Barcelona i Spanien, idrottsklubben FC Barcelonas handbollssektion. Idrottsklubben bildades 29 november 1899 och handbollssektionen bildades 29 november 1942. FC Barcelona spelar i Liga Asobal och har Palau Blaugrana som sin hemmaarena.

## Spelartruppen 2022/2023
| Nr | Land      | Pos | Namn                    |
| -- | --------- | --- | ----------------------- |
| 1  | Spanien   | MV  | Gonzalo Pérez de Vargas |
| 12 | Danmark   | MV  | Emil Nielsen            |
| 9  | Sverige   | V9  | Jonathan Carlsbogård    |
| 10 | Frankrike | H9  | Dika Mem                |
| 13 | Spanien   | V6  | Aitor Ariño             |
| 15 | Sverige   | V6  | Hampus Wanne            |
| 18 | Slovenien | H6  | Blaž Janc               |
| 19 | Frankrike | V9  | Timothey N'Guessan      |
| 20 | Spanien   | H6  | Aleix Gómez             |

| Nr | Land      | Pos | Namn                      |
| -- | --------- | --- | ------------------------- |
| 22 | Brasilien | V9  | Thiagus Petrus dos Santos |
| 25 | Kroatien  | M9  | Luka Cindrić              |
| 33 | Spanien   | M6  | Artur Parera              |
| 35 | Slovenien | M9  | Domen Makuc               |
| 37 | Brasilien | V9  | Haniel Langaro            |
| 66 | Frankrike | H9  | Melvyn Richardson         |
| 72 | Frankrike | M6  | Ludovic Fabregas          |
| 82 | Portugal  | M6  | Luís Frade                |

## Meriter

### Internationellt
- Europacupen/Champions League: 12 (1991, 1996, 1997, 1998, 1999, 2000, 2005, 2011, 2015, 2021, 2022, 2024)
- EHF-cupen (European League): 1 (2003)
- IHF Super Globe: 5 (2013, 2014, 2017, 2018, 2019)
- Cupvinnarcupen: 5 (1984, 1985, 1986, 1994, 1995)
- Europeiska supercupen: 5 (1997, 1998, 1999, 2000, 2004)

### Inhemskt
- Spanska mästare: 31 (1969, 1973, 1980, 1982, 1986, 1988, 1989, 1990, 1991, 1992, 1996, 1997, 1998, 1999, 2000, 2003, 2006, 2011, 2012, 2013, 2014, 2015, 2016, 2017, 2018, 2019, 2020, 2021, 2022, 2023, 2024)
- Copa del Rey: 28 (1969, 1972, 1973, 1983, 1984, 1985, 1988, 1990, 1993, 1994, 1997, 1998, 2000, 2004, 2007, 2009, 2010, 2014, 2015, 2016, 2017, 2018, 2019, 2020, 2021, 2022, 2023, 2024)
- Copa Asobal: 19 (1995, 1996, 2000, 2001, 2002, 2010, 2012, 2013, 2014, 2015, 2016, 2017, 2018, 2019, 2020, 2021, 2022, 2023, 2024)
- Supercopa Asobal: 24 (1986, 1988, 1989, 1990, 1991, 1993, 1993, 1997, 1999, 2000, 2003, 2006, 2008, 2009, 2012, 2013, 2014, 2015, 2016, 2017, 2018, 2019, 2020, 2021)
- Supercopa Ibérica: 2 (2022, 2023)

## Spelare i urval
- David Barrufet (1988–2010)
- Joachim Boldsen (2008–2010)
- Jérôme Fernandez (2002–2008)
- Juanín García (2005–2014)
- Rafael Guijosa (1995–2002)
- Mikkel Hansen (2008–2010)
- Filip Jícha (2015–2017)
- Nikola Karabatić (2013–2015)
- Kiril Lazarov (2013–2017)
- Demetrio Lozano (1998–2001, 2007–2010)
- Enric Masip (1990–2004)
- Viran Morros (2011–2018)
- László Nagy (2000–2012)
- Jesper Nøddesbo (2007–2017)
- Xavier O'Callaghan (1990–2005)
- Iker Romero (2003–2011)
- Sjarhej Rutenka (2009–2015)
- Danijel Šarić (2009–2016)
- Christian Schwarzer (1999–2001)
- Guðjón Valur Sigurðsson (2014–2016)
- Dragan Škrbić (2002–2008)
- Arpad Šterbik (2012–2014)
- Víctor Tomás (2004–2020)
- Iñaki Urdangarin (1986–2000)
- Veselin Vujović (1988–1993)
- Bogdan Wenta (1992–1995)
- Erhard Wunderlich (1983–1984)
- Andrei Xepkin (1993–2005, 2007)

Pensionerade nummer
- 2 – Óscar Grau
- 4 – Xavier O'Callaghan
- 5 – Enric Masip
- 7 – Iñaki Urdangarin
- 8 – Víctor Tomás
- 14 – Joan Sagalés
- 16 – David Barrufet

### Svenskar i laget
| Namn                 | År        |
| -------------------- | --------- |
| Tomas Svensson       | 1995–2002 |
| Mattias Andersson    | 2001      |
| Mathias Franzén      | 2001–2004 |
| Fredrik Ohlander     | 2002–2004 |
| Jonas Larholm        | 2006–2008 |
| Magnus Jernemyr      | 2008–2013 |
| Johan Sjöstrand      | 2010–2012 |
| Hampus Wanne         | 2022–     |
| Jonathan Carlsbogård | 2022–     |